# Abarbaréa
Abarbaréa é uma das Náiades, na Mitologia grega, mãe de Ésepo e Pédaso, e esposa de Bucólion (filho de Laomedonte e Calibe). Era considerada uma das três ancestrais dos Tírios, juntamente com Calírroe e Drosera.